# Ottavio Farnese
Ottavio Farnese (Valentano, 9 ottobre 1524 – Piacenza, 18 settembre 1586) è stato il secondo duca di Parma, Piacenza e Castro.

## Biografia

### Giovinezza

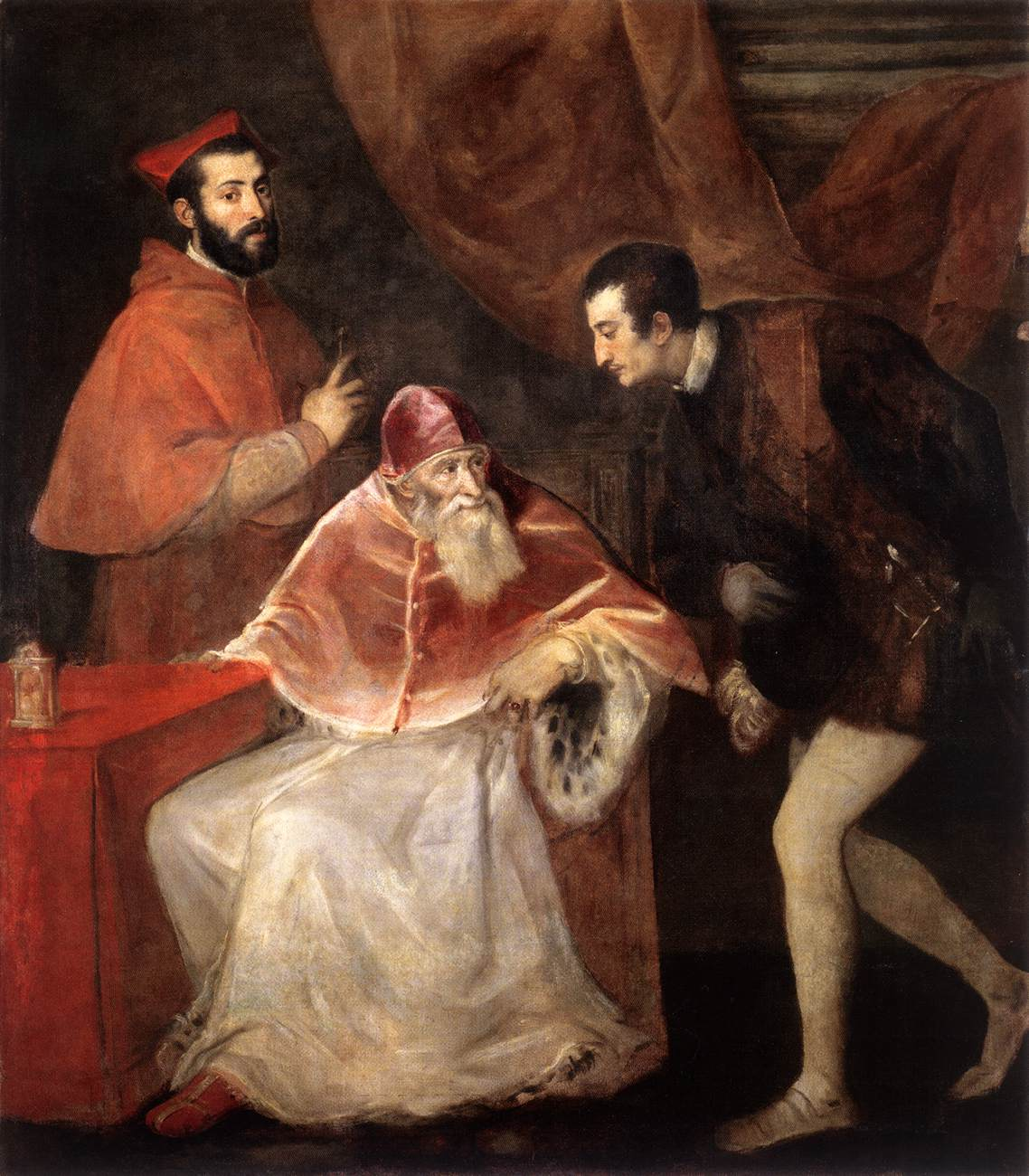
Ritratto di Paolo III con i nipoti Alessandro e Ottavio Farnese (1546), Napoli, Museo Nazionale di Capodimonte

Ottavio era il secondogenito di Pier Luigi Farnese e Gerolama Orsini, nipote di papa Paolo III e fratello dei Cardinali Ranuccio Farnese e Alessandro Farnese.
Nel 1538 Ottavio accompagnò il papa a Nizza per la tregua tra Carlo V e Francesco I.

### Matrimonio

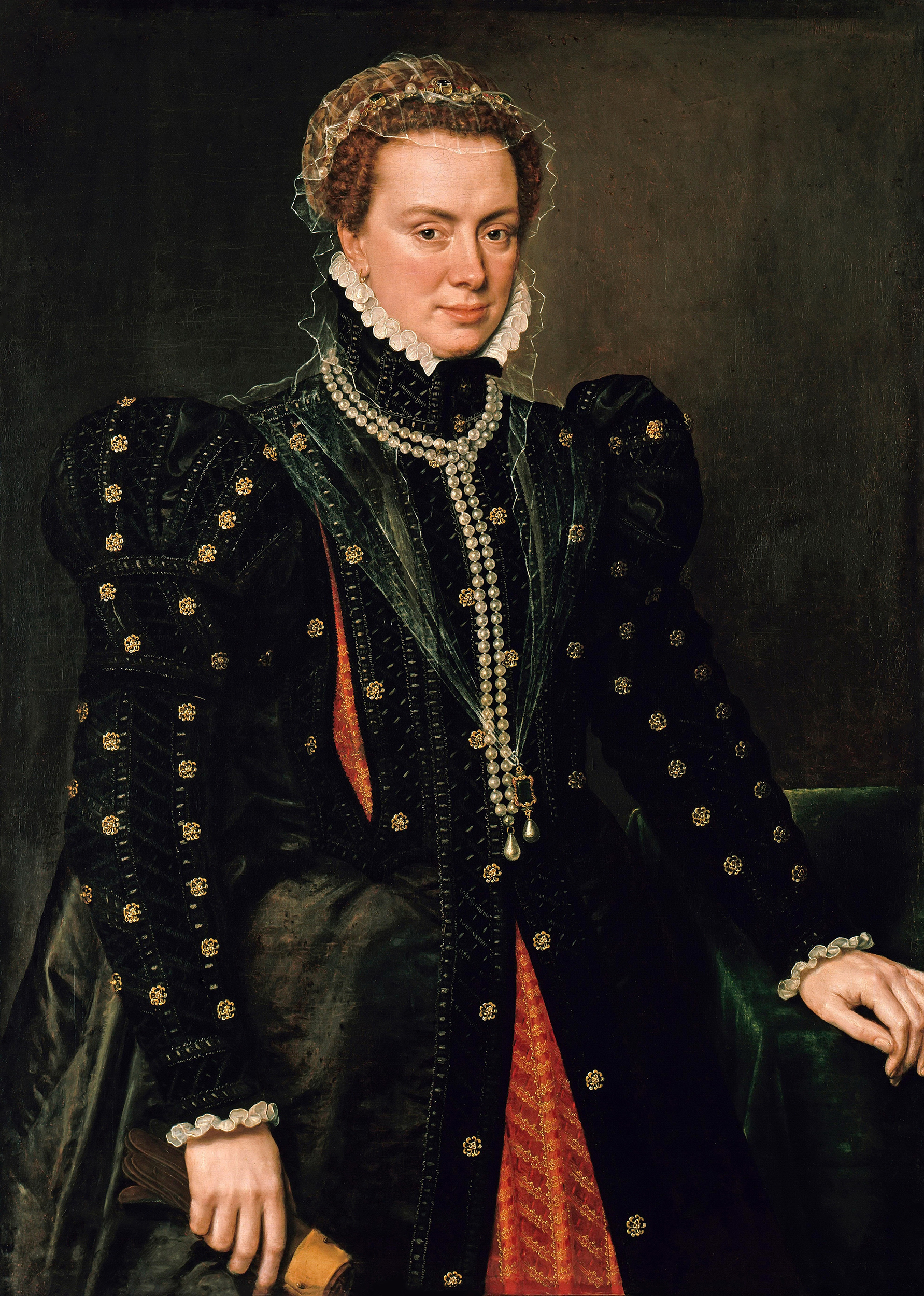
Margherita d'Austria ritratta da Antonio Moro nel 1562 circa

In questa occasione ottenne dall'imperatore Carlo la mano della sua figlia naturale Margherita d'Austria, che sposò il 4 novembre 1538; Ottavio aveva 15 anni, mentre Margherita, che era rimasta da poco vedova di Alessandro de' Medici, ne aveva 16.
Il matrimonio fu celebrato nella Cappella Sistina alla presenza del papa, che troncò in favore della nipote acquisita le contestazioni sull'eredità romana dei Medici. Con questo matrimonio Ottavio entrò nella cerchia ristretta delle famiglie sovrane europee. Questa unione non fu, però, delle più felici, sia per la scarsa comprensione e delicatezza d'animo di Ottavio che per il continuo sognare della corte medicea che faceva lei, a cui gli ambienti romani sembravano angusti e noiosi. La situazione cambiò quando Ottavio ritornò ferito dalla spedizione di Algeri nel 1541 e la sua avversione si trasformò in affetto.

### Primi onori

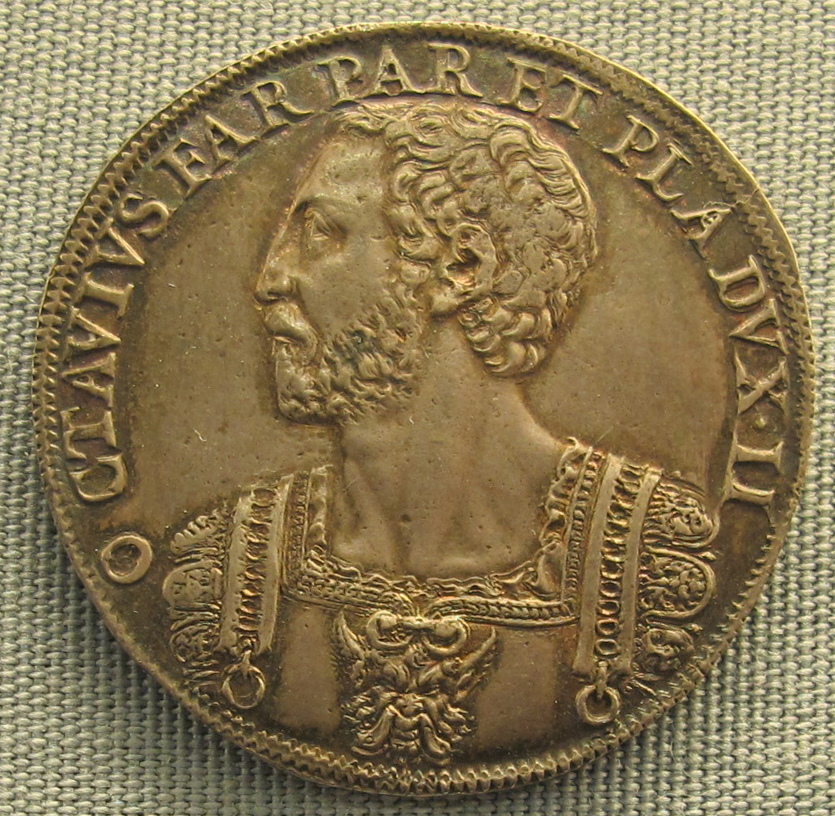
Parma, mezzo scudo di Ottavio Farnese

Nel 1540, in un concistoro segreto, Ottavio fu creato duca ereditario di Camerino e signore di Nepi a discapito dei Varano, ma lasciò questo feudo quando suo padre divenne duca di Parma nel 1545. Tale decisione non piacque ad Ottavio che doveva rinunciare ad uno Stato Sovrano per la prospettiva di una successione, così con l'appoggio di Paolo III, ebbe dal padre il Ducato di Castro.
Nello stesso anno la famiglia fu allietata dalla nascita di due gemelli, Carlo, che sarebbe morto giovanissimo, e Alessandro, le cui imprese avrebbero dato lustro alla famiglia Farnese in tutta Europa. Il battesimo dei gemelli avvenne a Sant'Eustachio, alla presenza del papa, di 19 cardinali e come padrino Carlo V e come madrina la regina di Francia.

### Duca di Parma
Dopo che la nobiltà Piacentina, probabilmente d'accordo con il governatore di Milano Ferrante I Gonzaga, ebbe assassinato Pierluigi Farnese nel 1547, le truppe dell'Imperatore, sotto la guida del Gonzaga, occuparono Piacenza. Paolo III senza por tempo in mezzo riunì il concistoro e dichiarò espressamente che Ottavio sarebbe stato duca di Parma e feudatario della Chiesa secondo l'investitura effettuata da lui stesso. Nello stesso concistoro lo investì anche della carica di Gonfaloniere della Chiesa e marchese di Novara. Il papa, comunque, continuava a mediare con l'imperatore e giunse alla conclusione che Carlo V considerava il Ducato di Parma e Piacenza come una dipendenza dell'Impero, così decise di esigere Parma per la Chiesa e di dare Castro e Camerino ai suoi due nipoti. Paolo III, approfittando dell'assenza di Ottavio, mandò Camillo Orsini, come legato, per prendere possesso della città. Appena saputa la notizia Ottavio si precipitò a Parma per reclamare il suo, ma non raggiunse lo scopo. Cercò, così, di riconquistare Parma con la forza ed avendo fallito iniziò dei negoziati con Ferrante I Gonzaga.
Il 10 novembre 1549 il pontefice morì. Poco tempo prima, il nipote Alessandro lo aveva convinto ad inviare un breve al legato in cui gli ingiungeva di ritirarsi da Parma su Bologna, consegnando la città ad Ottavio. Ma la notizia della morte di Paolo III giunse a Parma e l'Orsini si rifiutò di eseguire l'ordine a meno che non gli fosse stato impartito dal nuovo papa. A Roma, durante il conclave, l'appoggio del cardinale Farnese al cardinale del Monte, risultò decisivo per la sua elezione. Giovanni Maria del Monte venne eletto col nome di Giulio III. Il nuovo papa non si dimostrò ingrato e ingiunse a Camillo Orsini di rimettere Parma nelle mani di Ottavio.
Alcuni giorni più tardi il duca faceva un ingresso trionfale in città e, con l'appoggio del pontefice, alcuni mesi dopo rientrava in possesso di Piacenza, mettendovi delle guarnigioni.
Questo fatto fu riportato in maniera negativa da Don Ferrante a Carlo V.

### Guerra di Parma
Don Ferrante instillava dei terrori nella mente di Ottavio, facendogli credere che il suocero gli volesse togliere il ducato, così il duca si abboccò con i fratelli e di comune accordo decisero di appoggiarsi al re di Francia, Enrico II.
Quando il papa, mal informato dal Gonzaga su questo accordo tra il Farnese ed il re di Francia, ingiunse ad Ottavio di restituire Parma in cambio di Camerino, questi rifiutò. Lo stesso giorno, il 27 maggio 1551, Enrico II ed il duca di Parma firmarono un trattato nel quale il duca prometteva di non abbandonare l'alleanza con i Valois ed il re prendeva casa Farnese sotto la sua protezione, assicurando il concorso delle sue truppe e del suo tesoro.
In conseguenza di questo accordo Giulio III dichiarò il duca ribelle e lo spogliò delle sue dignità e del suo ducato. Suo fratello Orazio raggiunse immediatamente il fratello e il papa gli tolse la prefettura di Roma e mise sotto sequestro il Ducato di Castro.
La guerra iniziò male per i Farnese: il Gonzaga si impadronì subito di Colorno e, poco dopo, Orazio fu battuto presso Mirandola.
Per rendere la sconfitta dei Farnese più cocente, Don Ferrante iniziò a devastare le campagne parmensi incorrendo nell'ira papale e provocando la carestia, facendo però arrivare regolarmente delle provvigioni a Margherita per non incorrere nelle sanzioni dell'imperatore.
Il 12 settembre un esercito francese valicò le Alpi ed il Gonzaga dovette ritirare le sue truppe per difendere la Lombardia. Da questo momento le prospettive della guerra cambiarono. Il 29 aprile 1552 i rappresentanti del papa, della Francia e di Parma firmarono una tregua che doveva durare due anni e Carlo V ratificò la sospensione del conflitto. L'accordo prevedeva la restituzione ai Farnese di tutti i loro beni, onori e privilegi.
Durante la tregua Carlo V si preparò alla ripresa del conflitto, mentre il re di Francia si occupò dell'organizzazione del matrimonio tra Orazio e sua figlia. A causa della morte di Orazio, il matrimonio durò solo pochi mesi e, nonostante il re di Francia scrivesse ad Ottavio che voleva allevare il figlioletto Alessandro e gli inviasse il collare dell'Ordine di San Michele, i rapporti tra Parma e la Francia si affievolirono sempre più. Il 15 settembre 1556 Ottavio, dopo la restituzione di quasi tutte le città occupate dal padre, Pier Luigi, si mise sotto la protezione di Filippo II di Spagna rinnegando la Francia e mandando il figlio Alessandro presso la corte iberica. Tra le clausole del trattato c'era quella che avrebbe ricevuto Piacenza come feudo spagnolo, infrangendo così i diritti di sovranità della Santa Sede.
I rapporti fra la Spagna e la Santa Sede iniziarono a deteriorarsi, così il papa mandò un suo emissario in Francia per indurla alla guerra. Tale guerra fu disastrosa per i francesi e consolidò le frontiere spagnole. A seguito della guerra Ottavio ricevette il Toson d'Oro e la patente di capitano generale di guerra spagnolo, mentre Margherita ebbe la reggenza dei Paesi Bassi.

### Ultimi anni e morte

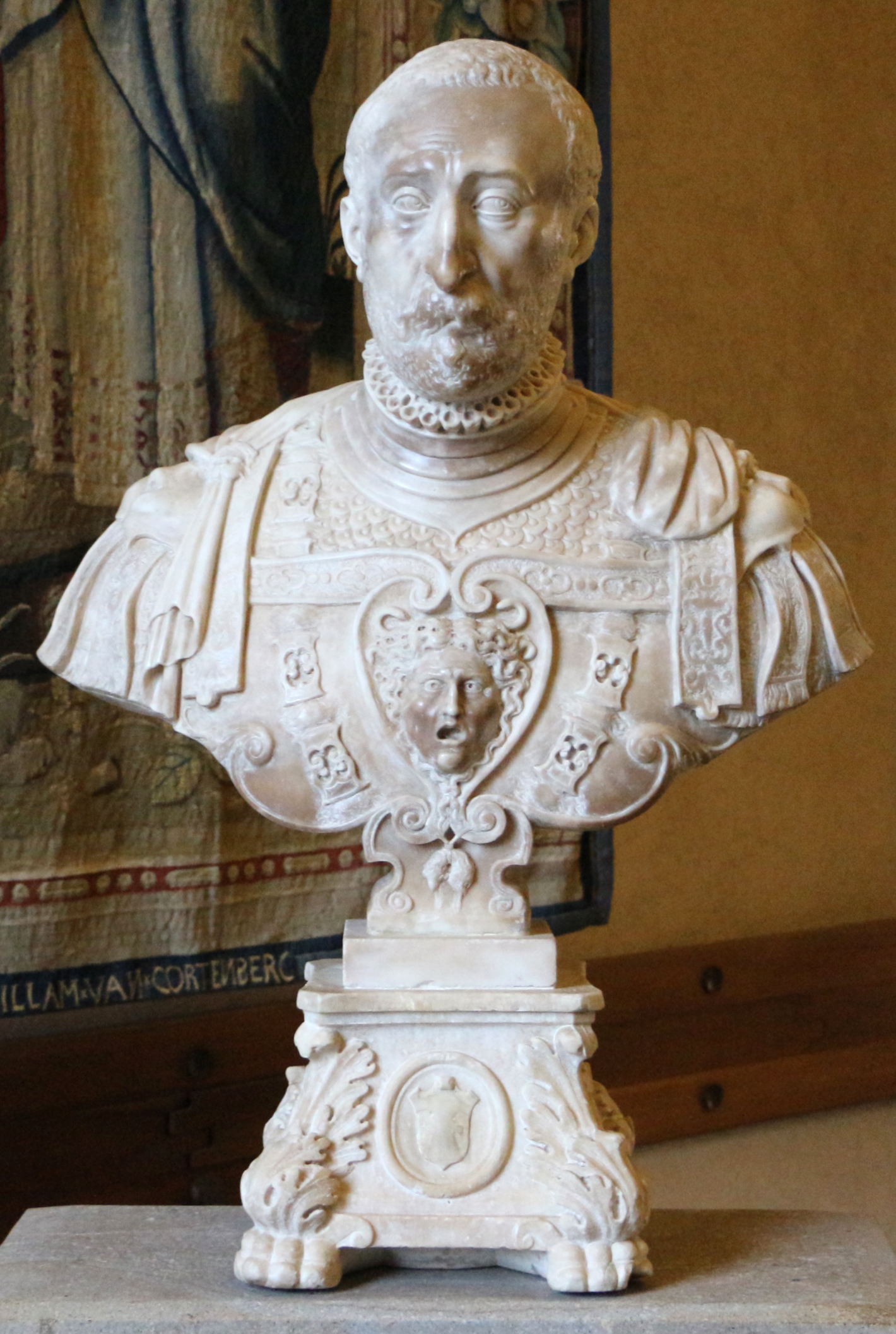
Busto di Ottavio Farnese di Annibale Fontana, Castello Sforzesco, Milano

Dopo la partenza della moglie e del figlio, Ottavio rimase solo a Parma. Si sforzò di rendere prospero il ducato, di accattivarsi la benevolenza del popolo applicando le sagge misure già prese dal padre e di blandire la nobiltà locale usando più moderazione di Pier Luigi. Perdonò il conte di Sanseverino che lo aveva combattuto nella guerra di Parma, ma confiscò il feudo di Borgotaro, che era proprietà della famiglia Landi.
Egli elevò a propria residenza la città di Parma, che così divenne la capitale del ducato a discapito di Piacenza che fino ad allora era stata la città principale; si installò perciò prima nel palazzo episcopale di Parma e quindi in uno fatto costruire appositamente (oggi noto come Palazzo del Giardino). Affidò il progetto al Vignola e i lavori furono diretti da Giovanni Francesco Testa. Le sale furono affrescate da artisti del calibro del Bertoja, del Mirola, di Agostino Carracci e di Raffaello Peri. Giovanni Boscoli costruì davanti al palazzo una grandiosa fontana. Si dilettò anche di scienze e studiò Euclide con il Paciotto, che gli dedicò anche un libro.
In questo periodo Ottavio ebbe anche relazioni extraconiugali, da cui nacquero dei figli naturali, tra cui Lavinia, Ersilia ed Isabella, che sposarono rispettivamente un Pallavicini, un Borromeo ed un conte di Borgonuovo. Alla fine della sua vita, il duca si innamorò anche della bellissima Barbara Sanseverino.
Dopo molti anni di tranquillità, in cui il duca seppe consolidare il ducato, promuovendone l'economia e gli scambi finanziari, commerciali e culturali, nel 1582 Ottavio fu oggetto di una congiura. Due Scotti ed un Anguissola furono arrestati e torturati. Dopo aver confessato il loro crimine, furono giustiziati nel dicembre dello stesso anno.
Nel 1586, poco prima della sua morte, Filippo II gli restituì ufficialmente Piacenza, non per sua preghiera, ma come compenso delle vittorie riportate dal figlio Alessandro, che gli succedette alla guida del ducato.

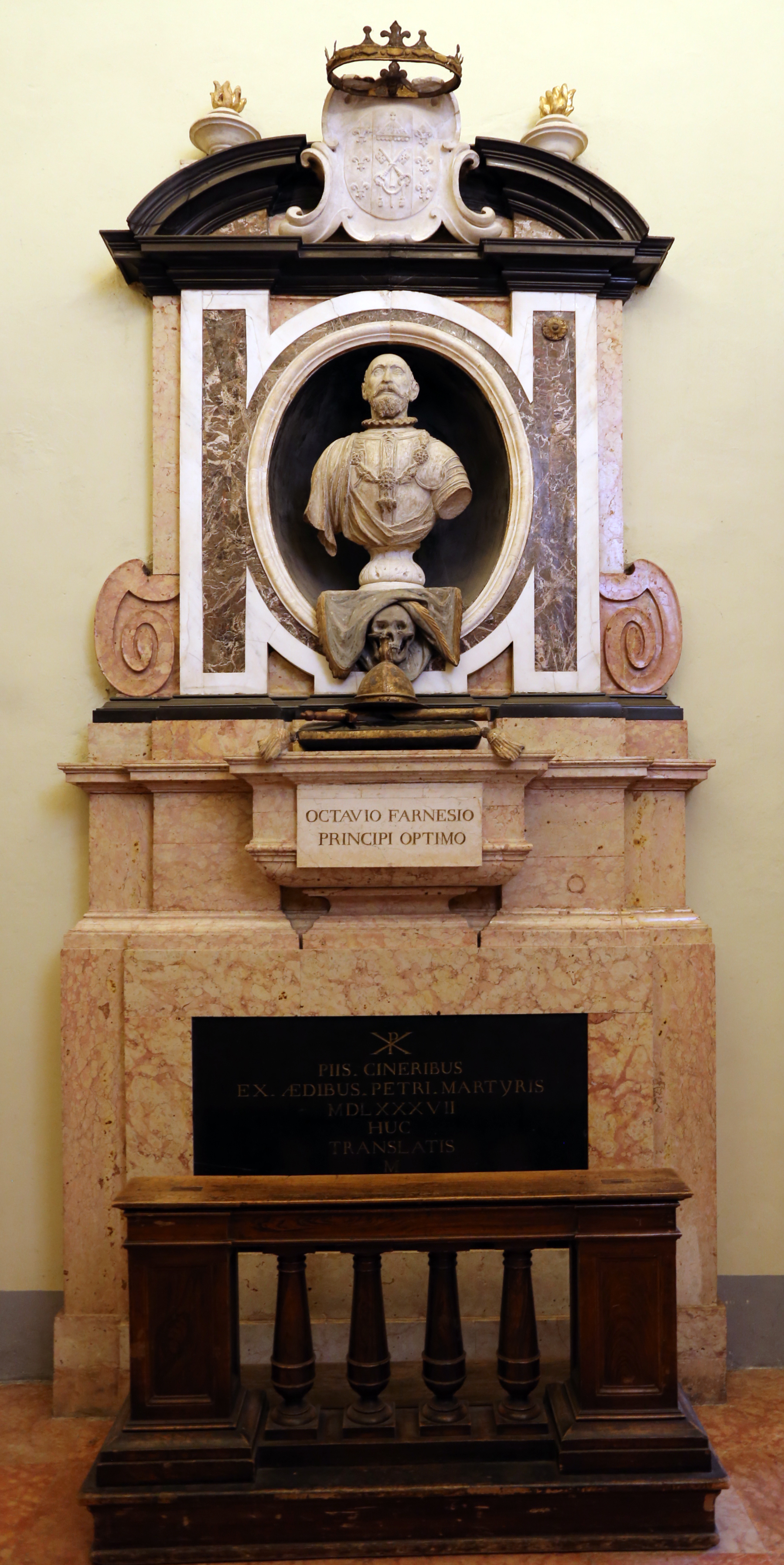
Monumento funebre di Ottavio, opera di Antonio Brianti

Ottavio fu sepolto nella chiesa di San Pietro Martire e nel 1813 le sue ceneri furono trasferite in Santa Maria della Steccata.

## Discendenza
Dalla moglie Margherita d'Austria, Ottavio ebbe due figli:
- Alessandro, (27 agosto 1545 - 3 dicembre 1592), che gli succedette come terzo duca di Parma e Piacenza e quarto duca di Castro;
- Carlo (27 agosto 1545 - settembre 1545), gemello del precedente, morto prematuramente.

Oltre ai due figli legittimi, Ottavio ebbe anche almeno due figli e quattro figlie naturali:
- Cesare (1550 - 1627); visse a Venezia ove fu maestro costruttore dell'Arsenale; sp. Natalina Scaglia; non si conosce se abbia avuto discendenza;[3]
- Violante (1555 - morta giovane), cui è sovente attribuito il matrimonio con Torquato I Conti.[4] che in realtà aveva sposato un'omonima lontana parente figlia di Galeazzo Farnese, duca di Latera; l'equivoco è stato chiarito dalla più recente indagine archivistica e bibliografica.[5]
- Lavinia (1560- 1605); sposò Alessandro Pallavicino, marchese di Zibello;[6]
- Giulio Ostilio (10 novembre 1562 - morto giovane);[7]
- Ersilia (1565 - 2 maggio 1596); sposò Renato I Borromeo, conte di Arona e fratello del celebre cardinale Federico Borromeo;[8]
- Isabella (1570 - 2 gennaio 1638); sposò Alessandro II Sforza, conte di Borgonovo;[9]

## Ascendenza
|                    |                |                               | Genitori        |  |  | Nonni |  |  | Bisnonni                   |  |  | Trisnonni                   |  |
|                    |                |                               |                 |  |  |       |  |  | Pier Luigi Farnese Seniore |  |  | Ranuccio Farnese il Vecchio |  |
|                    |                |                               |                 |  |  |       |  |  | Pier Luigi Farnese Seniore |  |  | Ranuccio Farnese il Vecchio |  |
|                    |                | Agnese Monaldeschi            |                 |  |  |       |  |  | Pier Luigi Farnese Seniore |  |  |                             |  |
| Papa Paolo III     |                |                               |                 |  |  |       |  |  | Pier Luigi Farnese Seniore |  |  |                             |  |
|                    |                | Giovanna Caetani di Sermoneta | Onorato Caetani |  |  |       |  |  |                            |  |  |                             |  |
|                    |                | Giovanna Caetani di Sermoneta | Onorato Caetani |  |  |       |  |  |                            |  |  |                             |  |
|                    |                | Giovanna Caetani di Sermoneta | Caterina Orsini |  |  |       |  |  |                            |  |  |                             |  |
| Pier Luigi Farnese |                | Giovanna Caetani di Sermoneta |                 |  |  |       |  |  |                            |  |  |                             |  |
|                    |                | Rufino Ruffini                | …               |  |  |       |  |  |                            |  |  |                             |  |
|                    |                | Rufino Ruffini                | …               |  |  |       |  |  |                            |  |  |                             |  |
|                    |                | Rufino Ruffini                | …               |  |  |       |  |  |                            |  |  |                             |  |
| Silvia Ruffini     |                | Rufino Ruffini                |                 |  |  |       |  |  |                            |  |  |                             |  |
|                    |                | Giovannella Caetani           | …               |  |  |       |  |  |                            |  |  |                             |  |
|                    |                | Giovannella Caetani           | …               |  |  |       |  |  |                            |  |  |                             |  |
|                    |                | Giovannella Caetani           | …               |  |  |       |  |  |                            |  |  |                             |  |
| Ottavio Farnese    |                | Giovannella Caetani           |                 |  |  |       |  |  |                            |  |  |                             |  |
|                    | Niccolò Orsini | Aldobrandino II Orsini        |                 |  |  |       |  |  |                            |  |  |                             |  |
|                    | Niccolò Orsini | Aldobrandino II Orsini        |                 |  |  |       |  |  |                            |  |  |                             |  |
|                    | Niccolò Orsini | Bartolomea Orsini             |                 |  |  |       |  |  |                            |  |  |                             |  |
| Ludovico Orsini    | Niccolò Orsini |                               |                 |  |  |       |  |  |                            |  |  |                             |  |
|                    |                | Elena Conti                   | Grato Conti     |  |  |       |  |  |                            |  |  |                             |  |
|                    |                | Elena Conti                   | Grato Conti     |  |  |       |  |  |                            |  |  |                             |  |
|                    |                | Elena Conti                   | …               |  |  |       |  |  |                            |  |  |                             |  |
| Gerolama Orsini    |                | Elena Conti                   |                 |  |  |       |  |  |                            |  |  |                             |  |
|                    |                | Giacomo Conti                 | Grato Conti     |  |  |       |  |  |                            |  |  |                             |  |
|                    |                | Giacomo Conti                 | Grato Conti     |  |  |       |  |  |                            |  |  |                             |  |
|                    |                | Giacomo Conti                 | …               |  |  |       |  |  |                            |  |  |                             |  |
| Giulia Conti       |                | Giacomo Conti                 |                 |  |  |       |  |  |                            |  |  |                             |  |
|                    |                | Isabella Carafa               | …               |  |  |       |  |  |                            |  |  |                             |  |
|                    |                | Isabella Carafa               | …               |  |  |       |  |  |                            |  |  |                             |  |
|                    |                | Isabella Carafa               | …               |  |  |       |  |  |                            |  |  |                             |  |
|                    |                | Isabella Carafa               |                 |  |  |       |  |  |                            |  |  |                             |  |